# Cerinza
Cerinza è un comune della Colombia facente parte del dipartimento di Boyacá.
Il centro abitato venne fondato da Melchor Vanegas nel 1554, mentre l'istituzione del comune è del 1814.